# Великая Армения
Вели́кая Арме́ния (арм. Մեծ Հայք [Mec Hayk‘], др.-греч. Μεγάλη Ἀρμενία, лат. Armenia Magna, др.-перс. 𐎠𐎼𐎷𐎡𐎴, пехл. Buzurg Armenā, груз. დიდი სომხეთი, др.-рус. Арменїꙗ Великаꙗ, реже используются названия Большая Армения, Царство Великой Армении, Армянское царство, Армянская империя) — древнее армянское государство на территории Армянского нагорья, существовавшее с конца IV в. до н. э. по 428 год н. э.
Победы царя Великой Армении Арташеса I в столкновениях с Аршакидами, Римом и Селевкидами упрочили положение Армении и позволили ей стать ведущей державой Малой Азии и Закавказья.  В период длительного правления внука Арташеса царя Тиграна II Великая Армения, превратившись в крупнейшую державу, имела границы от Куры до Иордана и от Средиземного моря до Каспийского. В период правления Тиграна II армянское государство становится сильнейшим к востоку от Римской республики.

## Предыстория

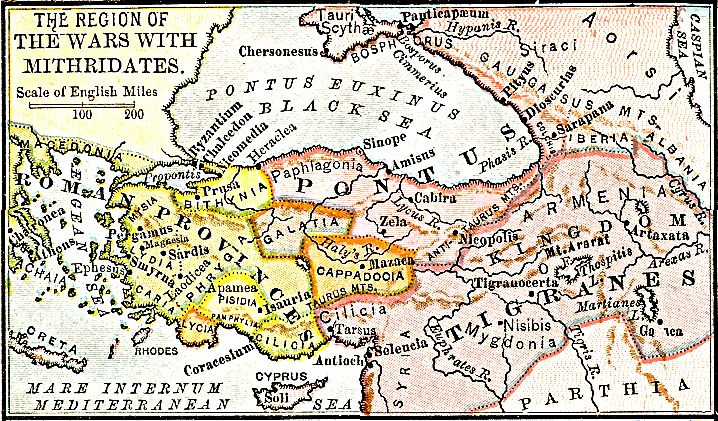
Империя Тиграна Великого на опубликованной в 1883 году карте

Термин «Армения» (Армина) впервые встречается в Бехистунской надписи около 521 года до н. э. персидского шахиншаха Дария I в качестве персоязычного синонима Урарту, являющегося ассиро-вавилонским наименованием страны. Из позднейших греческих источников известны две сатрапии с таким названием: Западная Армения и Восточная Армения. На территории последней наследственно правила династия Оронтидов (Ервандидов, арм.  Ервандуни). После падения царства Ахеменидов под ударами македонцев армянские земли оказались фактически независимыми. Правители Южной Армении признали власть Александра, но это признание оставалось чисто формальным: Александр сам не проходил через Армению, его военачальникам также не удалось проникнуть на её территорию. С конца IV века до н. э. на территории Армении начинают складываться самостоятельные или частично самостоятельные государства.
Сатрап Ерванд (Оронт) во время борьбы диадохов в 316 году до н. э. создал независимое Айраратское царство со столицей в городе Армавир. В 220 году до н. э. (по другим данным, около 200 года до н. э.) армянское Айраратское царство было присоединено селевкидским царём Антиохом III к подконтрольной ему части Армении, располагавшейся в районе озера Ван и по верхнему течению Тигра, которая отныне начала называться Великой. Таким образом, уже к концу III века до н. э. почти все армянские земли оказались под властью Селевкидов. Примерно тогда же, в III — начале II века до н. э. армяне заселили почти всю территорию, которая впоследствии составила историческую Армению.
По мере отхода заевфратской Малой Армении от основной линии развития древнеармянской государственности обозначение «Великая Армения» приобрело также самостоятельное значение и превратилось в официальное название древнеармянского государства. Именно в таком смысле оно употреблено в греческой надписи из Гарни 77 года н. э. царя Трдата I (др.-греч. Μεγάλη Ἀρμενία, Мега́ли Армени́я — «Великая Армения»). Также царь Бакур I в римской надписи II века назван царём Великой Армении: «Аврелий Па́кор, царь Великой Армении» (др.-греч. Αύρήλιος Πάκορος βασιλεύς μεγάλης Άρμενίας). Это название государства зафиксировано и в других надписях, например в надписи царя Трдата III в начале IV века, найденной в Апаране. Это же обозначение употребляется также в других иноязычных — латинских, персидских, грузинских, русских и других источниках.

## Династия Арташесидов

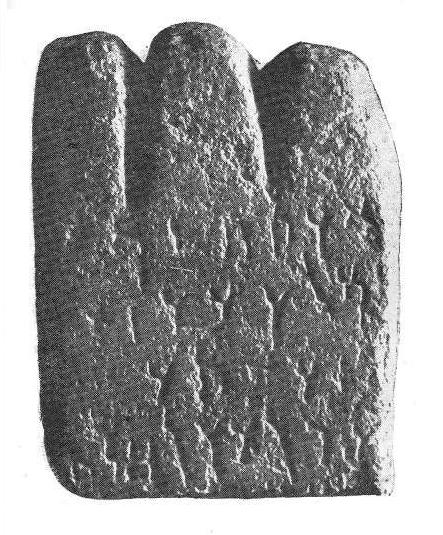
Делимитационные камни царя Арташеса I-го (189—160 до н. э.) найденные в Сюнике (Зангезур)

Основателем династии был Арташес I, называвший себя Ервандидом. Его связь с предыдущей правящей династией Армении до конца не ясна, Мовсес Хоренаци считает его потомком Вагаршака /брата Аршака Великого/, основавшего первую династию Аршакидов в Армении. Правление Арташесидов отметилось не только территориальными экспансиями, но и небезуспешными попытками создать политическое и религиозное единство, арменизацией завоёванных территорий и укреплением армянской идентичности на основе государственной и культурной общности.

### Арташес I
После поражения Антиоха от римлян местный правитель (стратег) Арташес I (Артаксий) в 189 до н. э. возглавил восстание армян против Селевкидов и провозгласил себя независимым царём. Его царство получило название «Великая Армения», в противоположность расположенной к западу от Евфрата «Малой Армении», где правил родственник Антиоха Митридат. Таким образом, Арташес стал основателем династии Арташесидов. Он расширил владения Армении Великой, объединив почти все Армянское нагорье. По сообщению Страбона, Великая Армения представляла собой настолько могущественное государство, что сам Ганнибал явился ко двору Арташеса I, надеясь с его помощью возoбновить борьбу с римлянами. К 179 г. д н. э. могущество Армении в результате завоеваний Арташеса возросло до такой степени, что армянский царь стал выступать арбитром в конфликтах правителей Малой Азии.
Исключительно высокий статус армянского царя как инстанции, разрешающей споры малоазийских властителей, подтверждается тем, что на определенном этапе истории функции по арбитражу споров правителей Малой Азии исполнялись также и римским Сенатом.
В 161—160 г.д.н. э. Арташес активно поддержал восстание селевкидских сатрапов Мидии и Вавилонии, которую возглавлял Тимарх (сатрап), фактически отпавших от державы Селевкидов, сыграв таким образом важную роль в процессе ослабления и распада этой страны, что сделало возможным последующее присоединение селевкидского государства к Армянской империи. По оценкам авторов Большой российской энциклопедии, победы Арташеса I в столкновениях с Аршакидами, Римом и Селевкидами упрочили положение Армении и позволили ей стать ведущей державой Малой Азии и Закавказья. Арташес провел также реформу, укрепившую частную собственность на землю, в частности, отдал приказ о размежевании внутренних земель страны. Он основал новую столицу армянской монархии — Арташат (др. греч. Ἀρτάξατα — «Арта́ксата»). Уже в эпоху Арташеса, как известно из сообщения Страбона, всё население Армении говорило на одном языке — армянском. Языком же правительства и суда, с большой примесью персидских выражений, — являлся арамейский. В древности в формировании народов значительно более важную роль, чем языковая или экономическая общность, играло сознание общей государственной и культурной принадлежности.

### Тигран II Великий

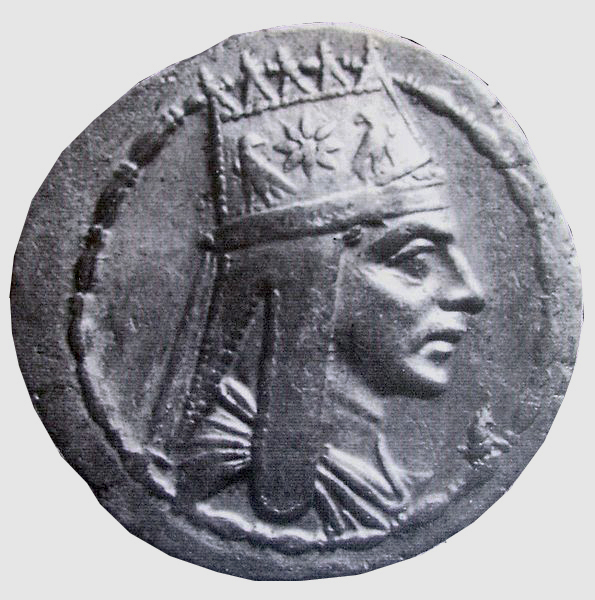
Серебряная монета с изображением Тиграна II Великого

Наивысшего могущества Армения Великая достигла при Тигране II (95—55 годы до н. э.), основавшем новую столицу Тигранакерт и сумевшему объединить все армянские земли. При нём границы Великой Армении значительно расширились, в её состав на несколько десятилетий вошли Цопк (Софена), Мидия Атропатена (Атрпатакан), Сирия, Финикия, Киликия и ряд других государств и областей. Границы армянского государства доходили вплоть до Египта. Уже в 70-х годах до н. э. армянское государство представляло собой обширную державу, границы которого простирались от Куры до Иордана и от Средиземного моря до Каспия. Тигран II Великий принял титул «царя царей», который до этого носили правители Парфии. Великая Армения стала самым обширным, но внутренне непрочным государством региона, владевшим богатыми городами, центрами эллинистической культуры и важнейшими торговыми путями из Средиземноморья на восток. В стране развивалась торговля, Тигран II, а в дальнейшем и его преемники, чеканили золотую, серебряную и бронзовую монету. Помимо рабовладельческой знати большую роль имело также жречество. В армянской армии, в отличие от греческой, наёмники играли третьестепенную роль, основу армии составляла конница.
В 69 году до н. э. римляне уже вплотную подошли к Тигранакерту, известие об этом дошло до Тиграна в тот момент, когда он пребывал на другом конце Армении, а его основная армия находилась в Палестине и на севере Аравии. После провала разноплеменной армии в Битве при Тигранакерте, римские войска осадили город, однако штурмом взять не смогли из-за небольшого количества войск и успешного сопротивления гарнизона. Спустя несколько месяцев осады, в результате восстания внутри города греческие наемники и насильно переселенные в Армению народы открыли римлянам ворота взамен на обещания о репатриации на родину, армянская столица была разграблена. После этого Великая Армения потеряла почти все свои завоевания, так как завоеванные народы больше не признавали Тиграна. В 68 году Лукулл двинулся на Арташат с целью полностью покорить Армению. Однако, из-за начавшейся народной войны против римских оккупантов, а также переподготовки армянской армии с помощью Митридата, попытка римлян завоевать Армению окончилась неудачей, армия Лукулла была разбита в ходе Битвы при Артаксате. После того, как армяне нанесли поражение Лукуллу, им удалось выгнать римлян из Армении, оттеснить их в Месопотамию и совместно с понтийскими силами отвоевать Понт, вернув Митридата на престол. Одновременно с этим, Тигран совершил опустошительный поход в Малую Азию, разгромив римскую армию полководцев Фабия и Триария, гнав римлян до Боспора, так же вернул и разграбил Каппадокию. На фоне войны с Римом, Парфия вторглась в Армению, но была разбита Тиграном и обращена в бегство. В 66 г. новый римский полководец, Помпей, сумел натравить на Тиграна его сына, который поднял против отца парфянские войска в размере 50000. Митридат же был окончательно разбит римлянами, бежал в Боспорское царство и там покончил самоубийством. Армения не могла воевать одновременно против двух могущественных держав, к тому же против него восстала и часть армянской знати, а также население многих завоеванных армянским царством стран и городов. Тиграну пришлось заключить мирный договор в Арташате в 66 году до н. э., по которому Тигран II сохранил собственно армянские земли и часть завоёванных им парфянских, получил восточную часть Малой Армении, ранее принадлежавшей Митридату VI, но признал себя «другом и союзником римского народа».
Оксфордская энциклопедия экономической истории отмечает: «Международное значение королевства Великая Армения достигло своего пика во время правления Тиграна Великого (95—55 гг. до н. э.). Он строил города, взял под свой контроль часть Шелкового пути, чеканил монеты в столицах Арташат, Тигранакерт и других городах (Антиохия, Дамаск)».

### Артавазд II и Арташес II
После смерти Тиграна около 55 года до н. э. в Великой Армении воцарился его сын Артавазд II (55—34 годы до н. э.), который придерживался главным образом нейтральной политики, периодически сотрудничая с обеими державами. Поражение римлян в битве с парфянами при Каррах в 53 до н. э. и гибель Красса позволили Артавазду расширить пределы Армении на западе, вновь присоединяя захваченные ранее Римом Софену и Малую Армению, а также укрепить независимость армянского государства. В 36—34 годах до н. э. против Армении начал войну римский полководец Марк Антоний. После начальных поражений под предлогом переговоров он сумел заманить армянского царя в свой лагерь, а позже казнил его.
В 30 году до н. э. с помощью союзной Парфии армянским царём становится Арташес II (30—20 годы до н. э.), сын Артавазда II. Вскоре после вступления на престол войска Арташеса II перебили римские гарнизоны, оставленные Антонием в Армении. После убийства Арташеса II в 20 году до н. э. династия Арташесидов постепенно шла к упадку. Трон унаследовал его младший брат Тигран III (20—6 годы до н. э.).
Последними представителями династии Арташесидов были дети Тиграна III, Тигран IV (8—5 до н. э. и вторично 2 до н. э. — 1 н. э.) и его сестра Эрато (2 до н. э. — 1 н. э. и вторично 6—14 годы). После падения династии Арташесидов в Великой Армении начинается период междуцарствия.

## Династия Аршакидов
| |  |
| Статуя Трдата I в парке Версальского дворца. Гарни, I век н. э. Надпись царя Трдата гласит: «Гелиос! Трдат Великий, Великой Армении (Μεγαλη Αρμενια) государь, когда властитель построил агарак царице (и) эту неприступную крепость в год одиннадцатый своего царствования…» |  |

До середины I века царствовали римские и парфянские ставленники. После Сражения при Рандее Трдат I (с 62 года, официально — с 66 по 80 годы), представитель парфянского царского рода, стал основателем династии армянских Аршакидов, которые носили титул «царей Великой Армении». Впредь эту титулатуру носили все армянские цари Аршакиды. Помимо этого, по Рандейскому мирному договору 62 году римская и парфянская армия должны были покинуть территорию Армении, полностью восстанавливались границы Армянского государства. Первая половина времени правления Аршакидов была сравнительно благополучным периодом для Армении. От признания независимости Трдата I до первой четверти III века было только три кратковременных римских выступления против Армении, но ни один из этих походов не привёл к уничтожению Армянского государства. Итальянский историк, специалист по римской истории Джусто Траина отмечает: «Армения была независимой. За исключением некоторых перерывов, это непростое царство по преимуществу сохраняло свою независимость около шестисот пятидесяти лет. Она, конечно, была большим государством, занимала стратегическое положение, обширную территорию и ценные природные ресурсы. Пренебрегать её ролью или умалять её положение в балансе сил — ошибка». В 114 году Великая Армения была оккупирована Римом и объявлена римской провинцией, но после смерти в 117 году императора Траяна независимость и царская власть в Армении была восстановлена. В стране развивались ремесло и сельское хозяйство, процветала транзитная международная торговля — например, через территорию Армении шли караваны в Рим. В результате связей с Парфией усилилось иранское влияние на социально-политической строй, религию, язык и культуру Великой Армении. Правление армянских Аршакидов становится наследственным с конца II века, когда царская власть в Великой Армении переходит от Вагарша II к его сыну Хосрову I Великому. С 20-х годов III века, после сасанидского переворота в Иране, внешнеполитический вектор страны стал направленным на сближение с Римом.

### После принятия христианства

Великая Армения в I—IV веках, по карте-вкладышу ко II тому «Всемирной истории» (1956) (Заштрихованы земли Великой Армении, отошедшие от неё к соседним государствам после раздела в 387 году)

Карта Кавказских земель с частью Великой Армении, изданная С. М. Брониевским, Санкт-Петербург, 1823 год

В середине III века Армения подвергается разрушительным нашествиям со стороны вновь возникшего царства Сасанидов: Шапуру I удается подчинить себе Армению, Албанию и Иберию. Однако уже в 287 году с помощью Рима на армянский престол вступает Трдат (Тиридат) III Великий. В конце того же века, в 298 году, по Нисибисскому миру Рим и Персия признали независимость Армении, были уточнены границы Армении с Римом и Персией. Страна была отнесена к сфере влияния Рима. Армения как государство с древними традициями стремилась утвердить и идеологическую независимость. В 301 году Трдат III ввёл в Армении христианство как официальную религию. Датировки, относящие принятие христианства в Армении в период между 314/315 годами вероятны, но не доказаны.
Удовлетворительная политическая обстановка начала IV века продолжалась и в период правления Хосрова III Котака. Хосров перенёс царскую резиденцию из Арташата в Двин. Наследник Хосрова III царь Тиран своей политикой пытался сохранить независимость страны. В 337 году, несмотря на наличие мирного договора, в Армению вторглись войска Сасанида Шапура II. Хотя война закончилась победой армян, поддержанных Римом, Тиран был захвачен в плен и погиб. После неудачных попыток персов установить в Армении своё политическое влияние, на армянский престол был возведён сын Тирана Аршак II.
В IV веке в Армении оформился феодализм. Острые конфликты между царём и нахарарами, к которым примкнула и церковь, феодальная раздробленность, а также борьба между Ираном и Римом за преобладание над Арменией ослабили государство. Царь вынужден был бороться с центробежными силами. Он основал город Аршакаван, где нашли своё убежище беглые крестьяне и рабы, которые получали также царские льготы. Такие меры вызвали недовольство нахараров, поддерживаемых церковью, которые привели государство в состояние гражданской войны. В конечном итоге Аршак почти полностью уничтожил многие мятежные роды, некоторые бежали из Армении, а другие вынужденно примирились с царём. В 367 году Сасаниды снова вторглись в Армению; после переменных успехов армянский царь под предлогом переговоров был приглашен к Шапуру, где и погиб. Армянские города были разрушены, часть населения была угнана в Иран. В 370 году, не без вооруженной помощи римлян, воцарился Пап — сын Аршака II. В следующем 371 году попытка Шапура II снова разорить Армению не увенчалась успехом. Сасанидские войска были разбиты совместными силами армян, иберов и присланных римлянами отрядов, а Шапур признал Папа царём Армении. Новый армянский царь продолжал политику отца в подавлении сепаратистских тенденций, стремился к укреплению царской власти. Пап также не позволил рукоположить нового армянского католикоса епископу Кесарии, чем порвал организационные связи с византийским православием. Внешняя политика Папа (как считалось, проарианская) спровоцировала разногласия с армянской церковью, нахарарами и спарапетом. В конце концов в 374 году императору Валенту при содействии армянских нахараров удалось организовать убийство армянского царя. После его смерти армянское государство шло к упадку, армянские цари и военачальники оказались бессильны перед угрозой с двух сторон. В 387 году Армения была разделена между сасанидским Ираном и Римской империей. В римской зоне номинальная власть армянского царя была упразднена уже в 391 году, в сасанидской зоне Аршакиды продолжали править до 428 года.
Раздел Армении не привёл к распаду давно сформировавшегося армянского народа. После потери государственности одним из наиболее мощных факторов, объединявших армян, стала религиозная общность.

## Языки
Язык администрации и суда в Великой Армении был арамейский, язык общения — армянский. Для фиксации письменных текстов греческим языком и письмом, наравне с арамейским, начинают пользоваться здесь с III века до н. э. Камилла Тревер отмечает, что так как армяне до IV века не имели своего алфавита, им приходилось пользоваться чужим письмом, вначале арамейским, затем греческим и парфянским. На 1953 год до нас дошли три надписи на арамейском, двенадцать на греческом и пять латинских надписей. В некоторых из них встречаются также арменизмы. Джеймс Рассел из Гарвардского университета отмечает, что на протяжении IV века христианское учение в Армении передавалось на сирийском и греческом языках, которые были недоступны для большей части населения, народ продолжал читать свои эпические поэмы и псалмы древним богам на армянском языке. С целью перевода Библии и полной христианизации страны в 406 году, при царе Врамшапухе, ученый и проповедник Маштоц создал армянский алфавит.

## Государственно-политический и общественный строй

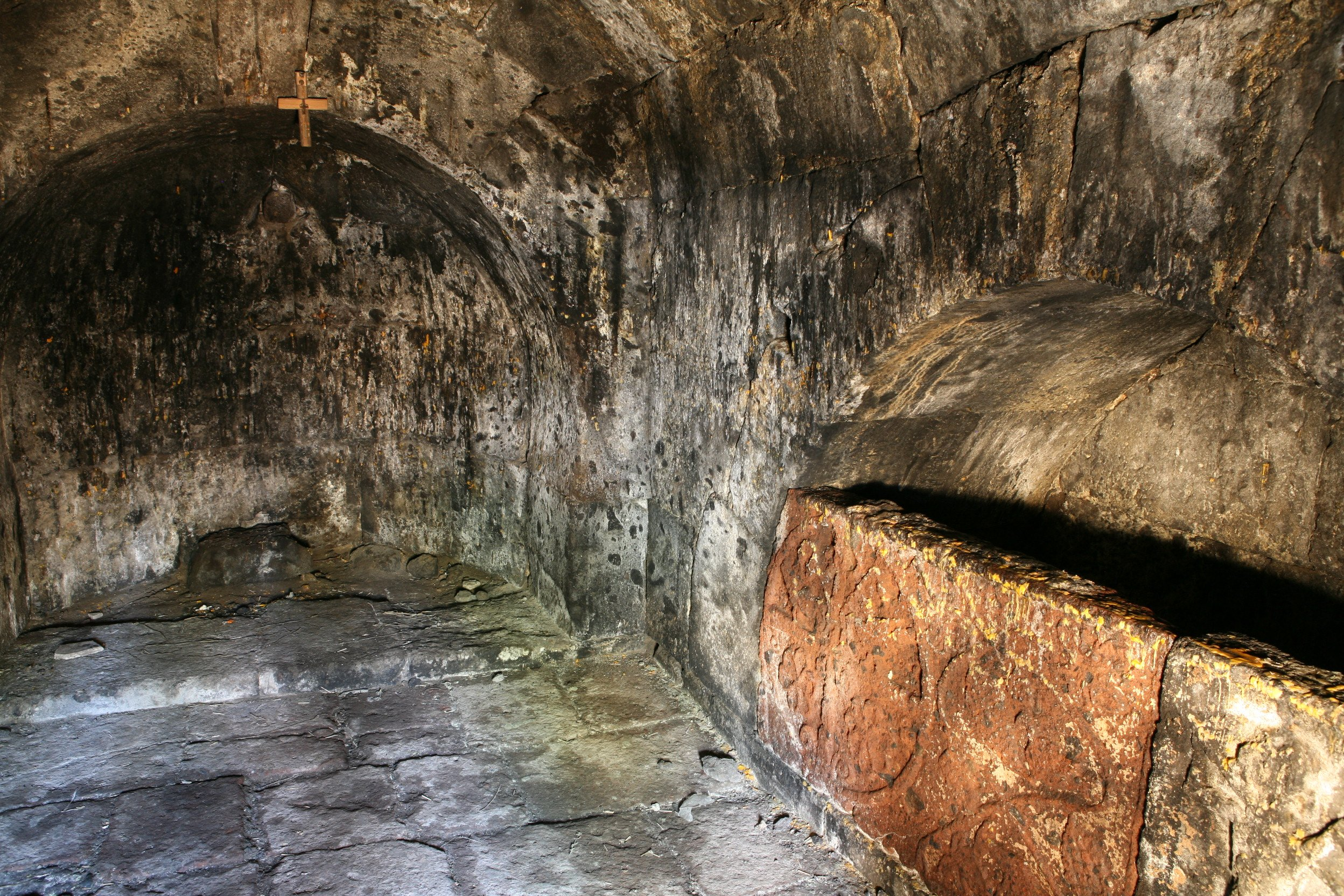
Интерьер мавзолея армянских Аршакидов, Ахцк, Арагацотнская область

В государственно-политическом строе Великой Армении существовала строгая иерархия, в которой, как и везде, выше всех стоял царь, принимавший и отправлявший послов, объявлявший войну и заключавший мир. Все высшие правительственные органы были сосредоточены при царском дворе. После царя шли так называемые бдешхи — правители четырёх окраинных провинции Гугарк, Цопк, Нор-Ширакан и Алдзник. После них следовали нахарары, должность которых передавалась по наследству и которые занимали важнейшие государственные посты. Например, должность азарапета, который ведал финансами и налогами, была привилегией рода Аматуни и Гнуни, верховного полководца — спарапета — Мамиконянов, великого венцевозлагателя, короновавшего царя — рода Багратуни, должность мардпета, руководившего двором и личным хозяйством царя — евнухов из рода, так и называвшегося Мардпетакан. Играя крупную роль при дворе, в то же время они являлись вассалами царя или бдешха. Как правило все важнейшие вопросы, включая те, которые были связаны с внешней политикой страны, предварительно обсуждал совет нахараров. При армянском дворе все нахарары занимали места в строго иерархическом порядке, согласно особым «разрядным спискам» — Гахнамакам. Иерархия касалась и нахарарского института, где отличались танутеры (главы родов), сепухи (рядовые члены рода) и наконец азаты, которые стояли ниже всех. Как одежда, так и головные уборы и обувь строго соответствовали социально-политическому статусу: так, у царя были красные сапоги, у бдешхов — один сапог должен был быть красным, а другой — зелёным, у нахараров — оба зелёные.
Помимо рабов и горожан, армянское общество разделилось на два главных сословия: крестьяне-общинники, называемые шинаканами и азаты (язаты). Первые, помимо налогов, несли также повинности в пользу царя, храмов а также вельмож-землевладельцев. Азаты же обязаны были только военной службой. Последние, в свою очередь, относились к нескольким категориям. Помимо тех, которые владели землями айреник или паргевакан, были и те которые являлись участниками собственно государственной власти. Именно они считались нахарарами.

### Дворянские и княжеские роды Великой Армении
1. Сюни
2. Мамиконяны
3. Багратуни
4. Камсаракан
5. Андзеваци
6. Арцруни
7. Аматуни
8. Ашоц
9. Рштуни
10. Гнтуни
11. Гнуни
12. Бзнуни
13. Парспатуни
14. Мандакуни
15. Мардпетуни

## Армия
Помимо постоянного царского войска, большая часть воинских сил выставлялась нахарарами. Во время войны численность армянской армии доходила до 100—120 тыс. чел. Во время царя Папа в 370-х годах количество царской конницы было увеличено до 90 000. По Зоранамаку — особой воинской грамоте, определяющей количество воинов в армянской армии, нахарары распределялись по рангам в зависимости от количества воинов, которым они располагали. Основным родом войск была конница азатов, между тем как пехота, в которой служили шинаканы (крестьяне), имела второстепенное значение (эта черта была характерна также для армий парфянских Аршакидов и Сасанидов). Армянская конница славилась по всей Передней Азии.

## География Великой Армении

### Античные авторы
- Страбон, I до н. э. — I н. э.[82]:

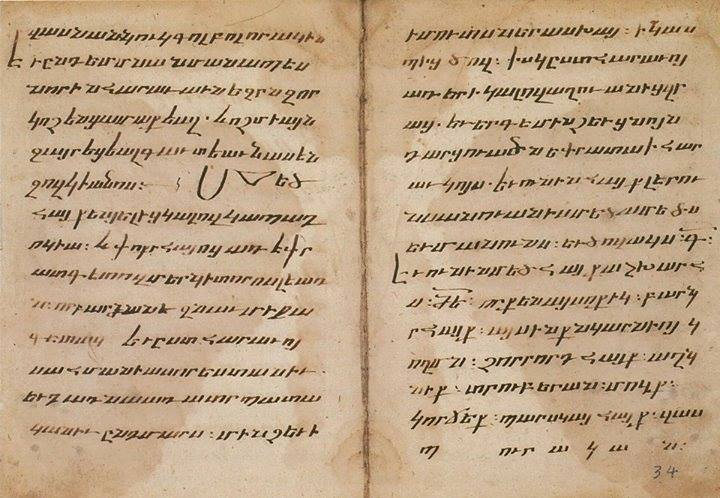
Страница Ашхарацуйца с описанием Великой Армении: «Великая Армения, к востоку от Каппадокии и Малой Армении на реке Ефрате у Тавра, который отделяет её от Месопотамии, граничит к югу Ассирией. В Атрпатакане, по направлению к Мидии, границы её поворачивают (на север) до впадения Аракса в Каспийское море. К востоку она сопредельна с Албанией, Иверией, Егером до поворота Ефрата на юг. Армения заключает в себе замечательные горы, большие и малые реки и 6 озёр. Великая Армения разделяется на 15 следующих провинций: 1. Высокая Армения, то есть страна Карина, 2. Четвёртая Армения, 3. Алдзник, 4. Туруберан, 5. Мокк, 6. Корчайк, 7. Персармения, 8. Васпуракан, 9. Арцах, 10. Сюник, 11. Пайтакаран, 12. Утик, 13. Гугарк, 14. Тайк, 15. Айрарат. Мне желательно поговорить поподробнее об этих провинциях, хотя и придётся для этого порыться в картах и книгах».

Рек в Армении довольно много; наиболее известны Фасис и Лик, впадающие в Понтийское море (Эратосфен вместо Лика неверно называет Термодонт), в Каспийское — Кир и Аракс, в Персидский залив — Евфрат и Тигр.

- Клавдий Птолемей, I—II н. э.[83]:

Великая Армения ограничивается с севера частью Колхиды, Иберией и Албанией по вышеуказанной линии, проходящей через реку Кир. 
 

С запада — Каппадокией вдоль вышеуказанной части Евфрата и по линии Каппадокийского Понта до Колхиды через Мосхийские горы.
 
 

С востока — частью Гирканского моря от устья реки Кира до предела, лежащего под 79°45′—43°20′.
 
 

Области Армении в части, заключающейся между реками Евфратом, Киром и Араксом, суть следующие: у Мосхийских гор — Котарзенская, выше так называемых бохов; вдоль реки Кира — Тосаренская и Отенская; вдоль реки Аракса — Колтенская и ниже её Содукенская; у горы Париадра — Сиракенская и Сакасенская…
- Плиний Старший, I век н. э.[84]:

Итак, Великая Армения имеет границу до Адиабены, будучи отделённой от неё широким горным хребтом, … а на левой стороне тянется до реки Кура…

- Юстин, II—III века[85]:

Армения простирается от Каппадокии до Каспийского моря …

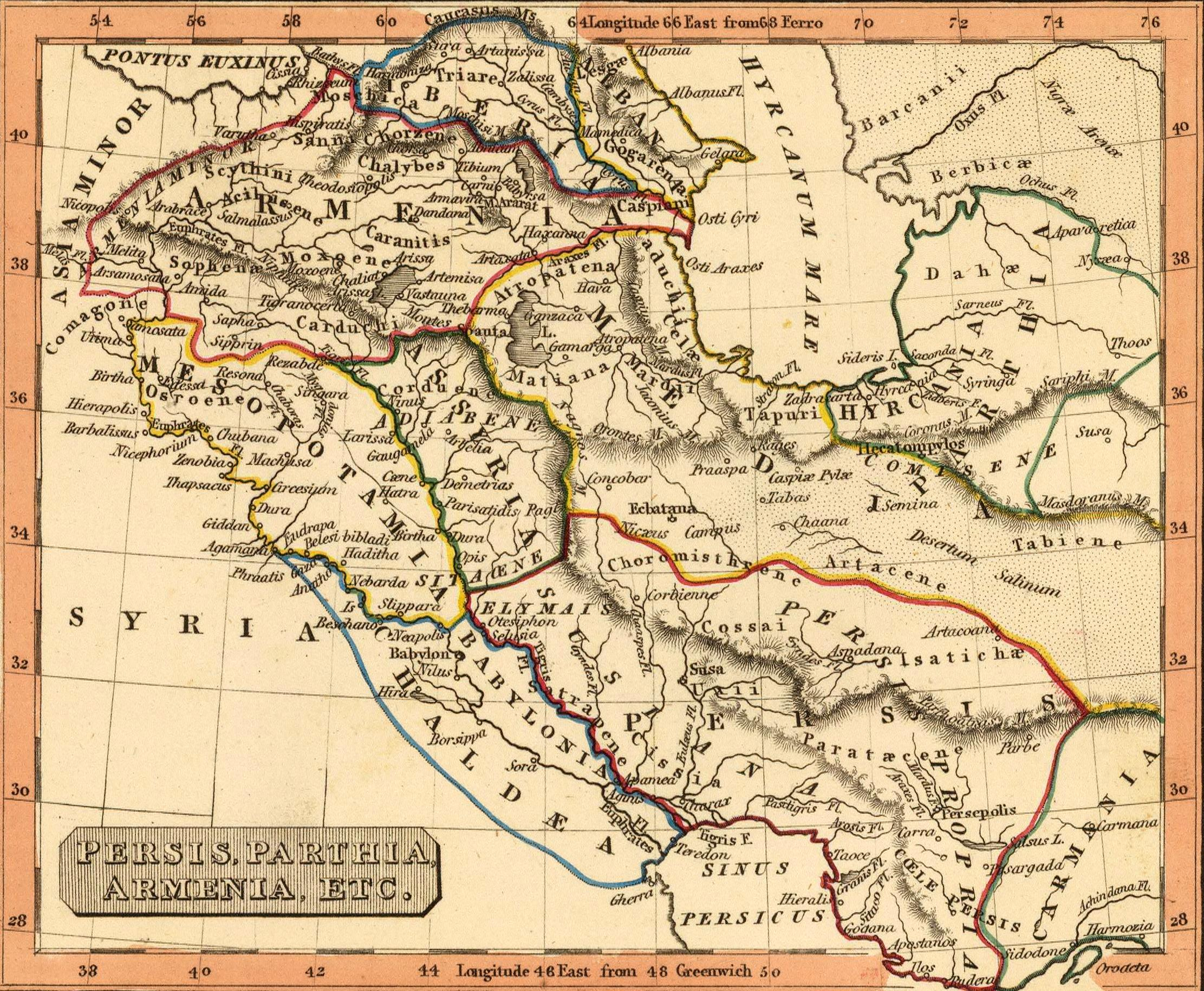
Персия, Парфия, Армения. Рест Феннер, опубликована в 1835 году.
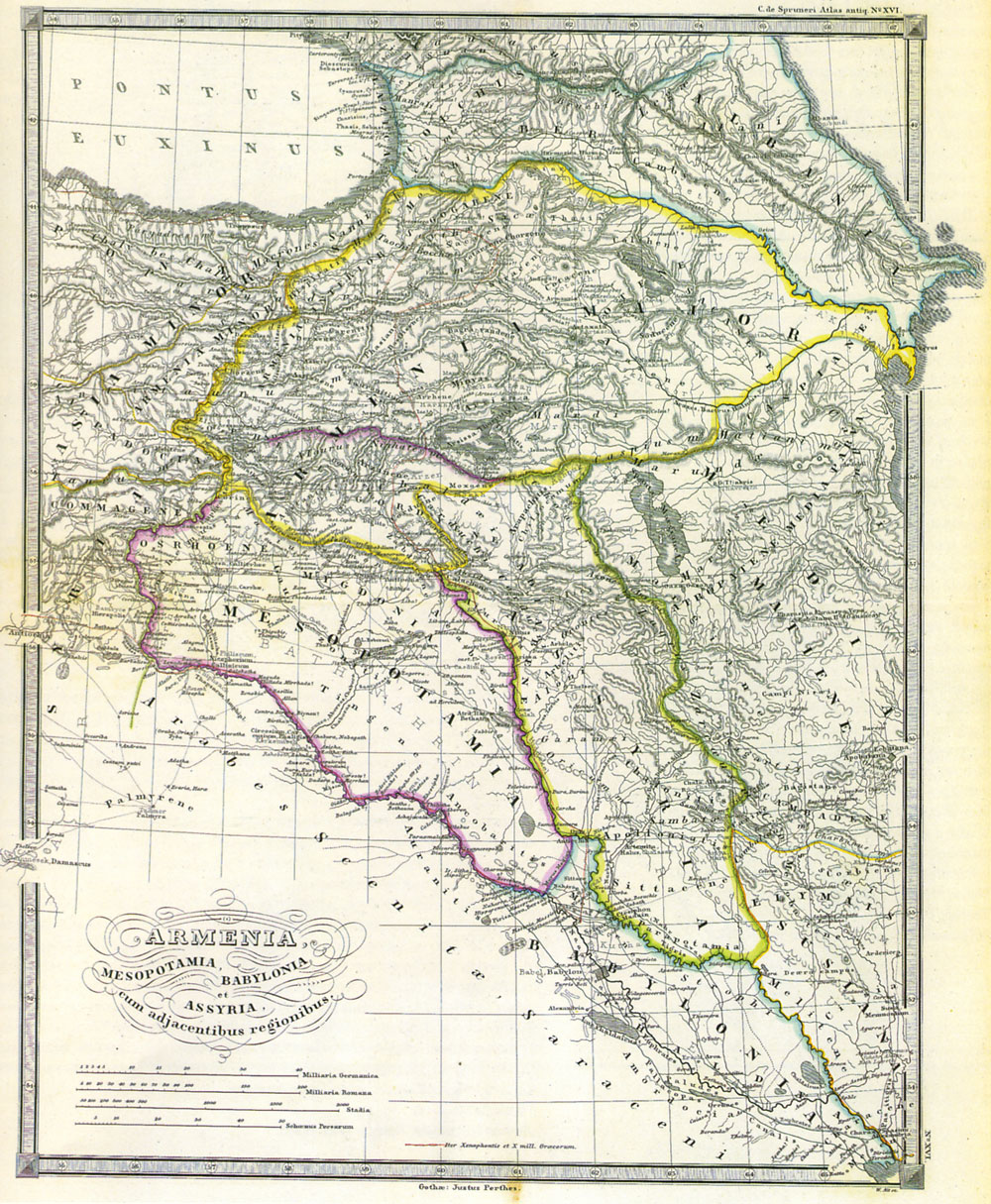
Армения, Месопотамия, Вавилон и Ассирия с прилегающими регионами. Карл фон Шпрунер, опубликована в 1865 году.
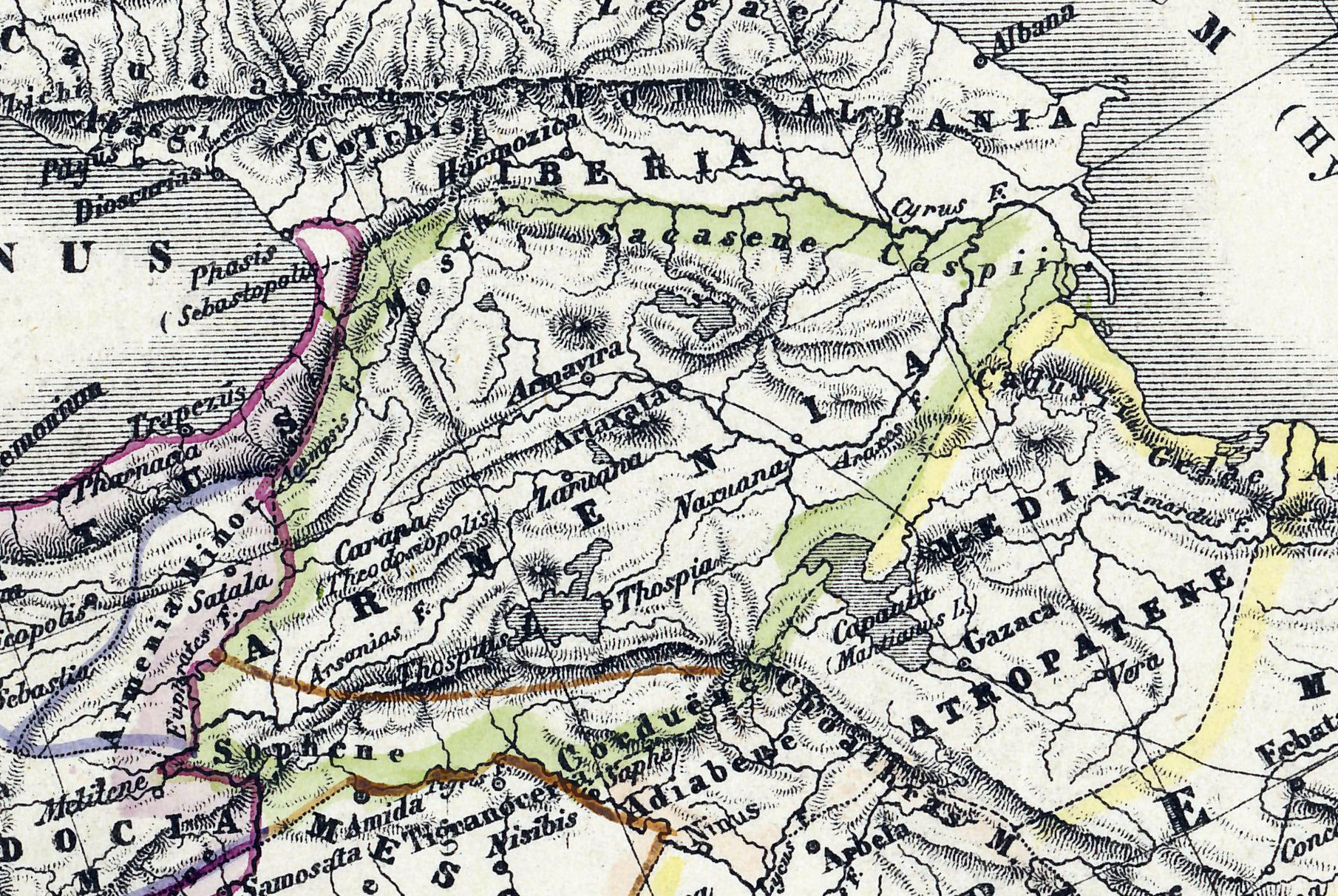
Карта Великой Армении (берлинское издание, 1869 год).
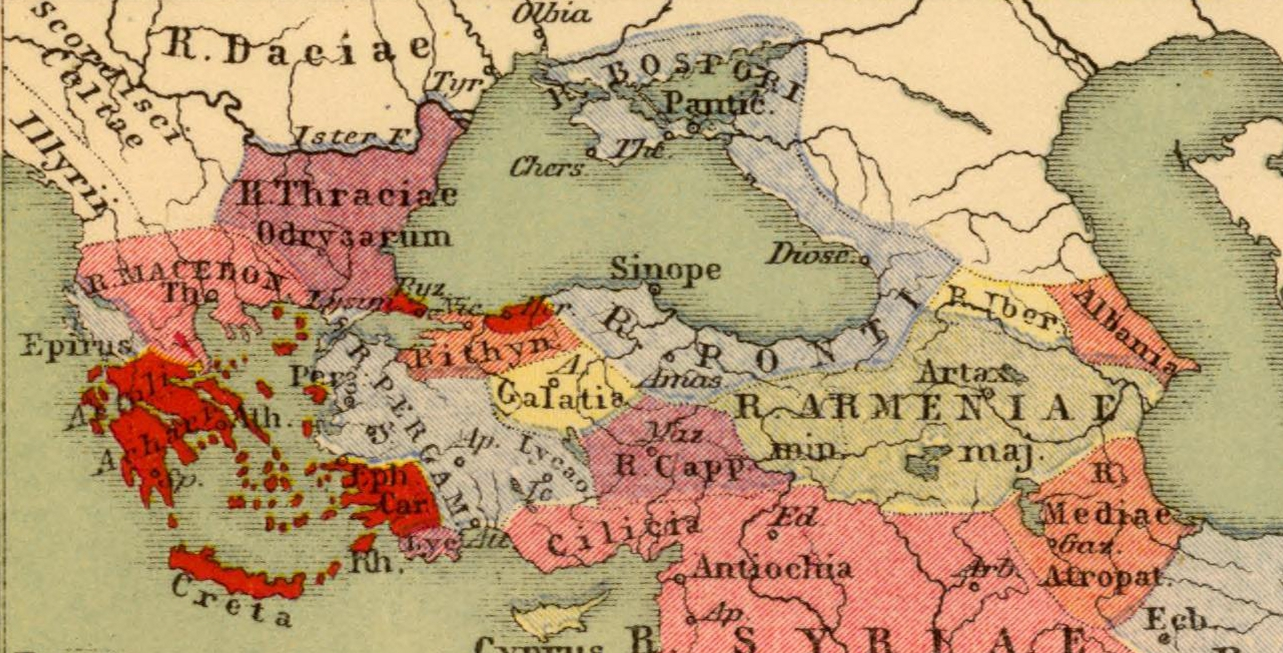
Армения на карте Персидской и Македонской империй, Генрих Киперт, 1903 г.

### Административно-территориальное деление
Подробное описание исторически сложившегося административно-политического состояния территории древней и раннесредневековой Армении в границах Великой Армении и находившейся к западу от неё Малой Армении содержится в «Географическом атласе мира» («Ашхарацуйце»), составленном Мовсесом Хоренаци и Анания Ширакаци — армянскими географами и историками V и VII веков. Поскольку ко времени составления труда государственное существование Великой Армении было уже в прошлом, термин «Великая Армения» употреблялся там для обозначения коренного ареала армянского народа.

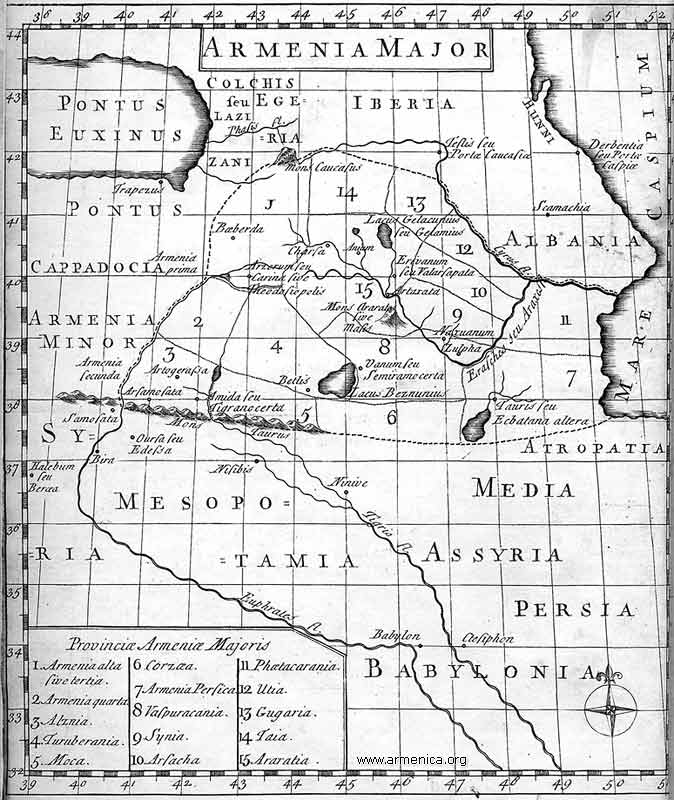
Карта Великой Армении с обозначением внутренних границ 15 провинций. Лондон, 1736 год

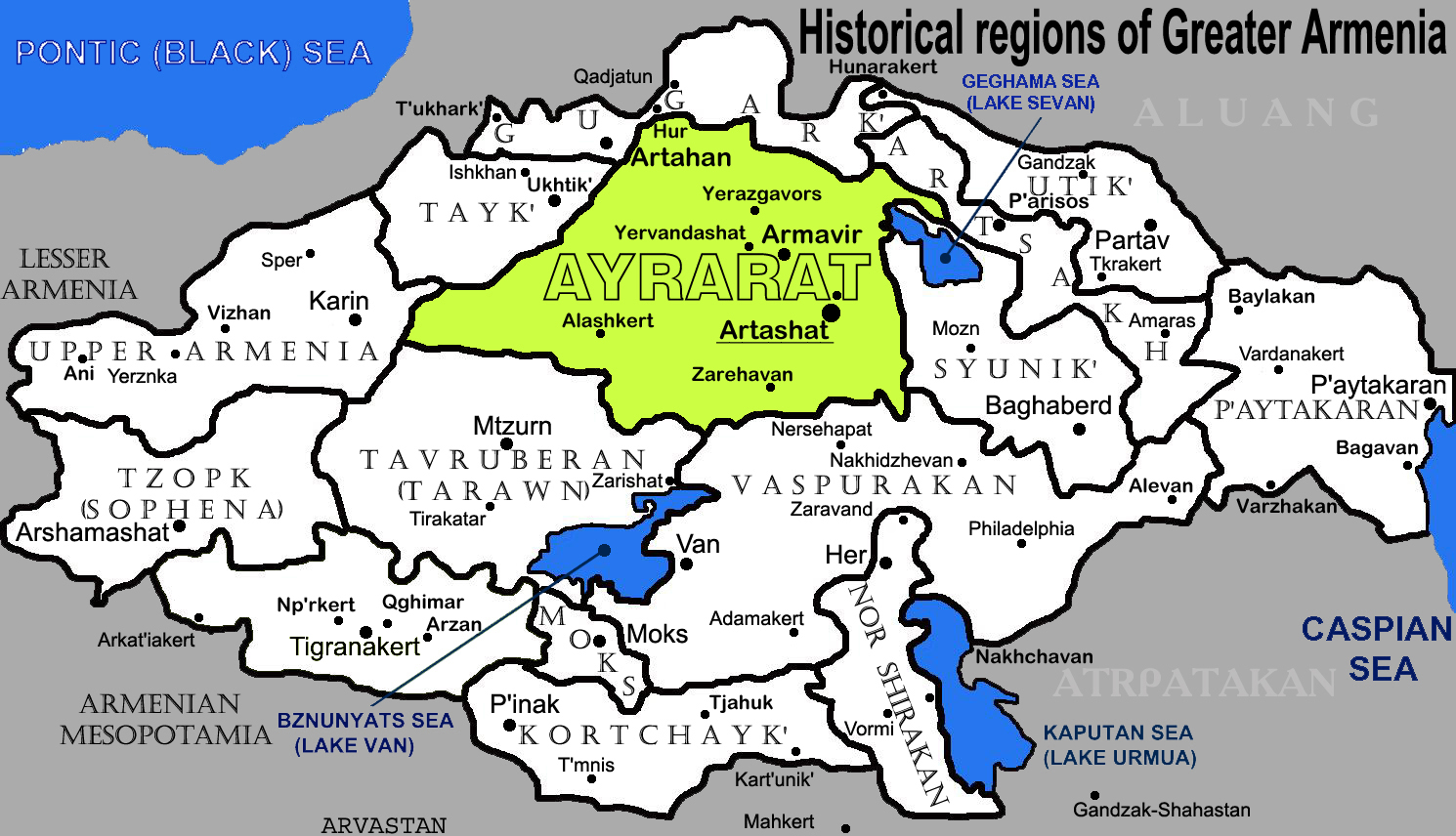
Провинции Великой Армении. Зелёным отмечена центральная провинция Айрарат, где располагались большинство столиц царства

Труд подробно описывает административно-политическое деление бывшего Армянского царства. Согласно ему, Великая Армения состояла из 15 областей (нахангов, иначе ашхаров):
I. Высокая Армения (Карно ашхар),
II. Цопк — Цопац ашхар (Софена),
III.Алдзник (Алдзняц ашхар),
IV. Туруберан (Тароно ашхар),
V.Мокк (Мокац ашхар),
VI.Корчайк (Корчайиц ашхар),
VII.Нор-Ширакан (Парскахайк),
VIII.Васпуракан,
IX.Сюник (Сисакан ашхар),
X.Арцах (Покр Сюник),
XI. Пайтакаран (Каспеиц ашхар), XII.Утик (Утэацоц ашхар),
XIII. Тайк (Тайоц ашхар),
XIV. Гугарк (Гугарац ашхар),
XV. Айрарат.
| Провинции (наханги)                                  | Гавары (области) | Территория: площадь территории |
| ---------------------------------------------------- | --- | ------------------------------ |
| Алдзник (арм. Աղձնիք)                                | Нпркерт, Алдзн, Кал (Ангелтун), Кетик, Татик, Азнвадзор , Ерхетк (Серхетк), Гзех, Салнадзор и Санасунк (10 областей) | 17.532 кв. км                  |
| Айрарат (арм. Այրարատ)                               | Басен, Габелеанк, Абелеанк, Хавнуник, Аршаруник, Багреванд, Цалкотн, Вананд, Ширак, Арагацотн, Ниг, Масеацотн, Коговит, Востан Хайоц, Урцадзор и Арацой колмн (16 областей) | 40.105 кв. км                  |
| Арцах (арм. Արցախ)                                   | Мюс Хабанд, Вайкуник, Бердзор (Бердадзор), Мециранк, Мец Куэнк, Харчланк, Мовсанк, Пианк, Пацканк, Сисакан-и-Котак (Сисакан-и-Востан), Куст-и-Фарнэс и Колт (12 областей) | 11.528 кв. км                  |
| Высокая Армения, Бардзр Хайк(арм. Բարձր Հայք)        | Даранали, Алюн, Мзур (Музур), Екеляц, Мананали, Дерджан, Спер, Шалагомк (Шатгомк) и Карин (9 областей) | 23.860 кв. км                  |
| Гугарк (арм. Գուգարք)                                | Дзоропор, Колбопор, Цобопор, Ташир, Трелк, Кангарк, Джавахк Верин то есть Верхний Джавахк, Артахан, Каларджк, Шаушет, Мангляц пор, Куишапор и Болнопор (13 обл.) | 16.765 км²                     |
| Корчайк (арм. Կորճայք)                               | Кордук, Кордик Верин, Кордик Миджин, Кордик Неркин, Айтуанк, Айгаск, Мотоланк, Ворсиранк, Картуник, Чагук и Покр Албак (11 обл.) | 14.707 км²                     |
| Мокк (арм. Մոկք)                                     | Ишайр, Мюс Ипайр, Ишоц Гавар, Аруэниц дзор, Миджа, Мокк Арандзнак, Аркайиц Гавар, Аргастовит и Джермадзор (9 обл.) | 2.962 км²                      |
| Парскаайк, Нор Ширакан(арм. Պարսկահայք, Նոր Շիրական) | Айли, Мари, Траби, Ариси, Ырна, Тамбер, Зарехаван, Зареванд и Гер (9 обл.) | 11.010 км²                     |
| Сюник (арм. Սյունիք)                                 | Ернджак, Чагук, Вайоц дзор, Геларкуник, Сотк, Алахечк, Цлукк, Хабанд, Балк, Дзорк, Аревик, Ковсакан (12 обл.) | 15.237 км²                     |
| Тайк (арм. Տայք)                                     | Кол, Бердац пор, Партизац пор, Чакк, Булха, Вокале, Азордац пор, Арсяц пор (8 обл.) | 10.179 км²                     |
| Туруберан (арм. Տուրուբերան)                         | Хойт, Аспакунеац дзор, Тарон, Ашмуник (Аршамуник), Мардали, Даснаворк, Туарацатап, Даларр, Харкк, Варажнуник, Бзнуник, Ереварк, Алиовит, Апахуник, Корой гавар и Хорхоруник (16 գավառ) | 25, 008 քառ. կմ                |
| Утик (арм. Ուտիք)                                    | Аран-рот, Три, Рот-Пацян, Алуэ, Тучкатак, Гардман, Шакашен и Вути Арандзнак (8 обл.) | 11.315 км²                     |
| Васпуракан (арм. Վասպուրական)                        | Рштуник, Тосп, Богуник, Арчипаовит, Кулановит, Алиовит, Гарни (Дарни), Арберани, Бвужуник, Арнойот, Андзевацик, Трпатуник, Ервандуник (Марастан), Артаз, Акэ, Албак Мец, Андзахи дзор, Торнаван, Чуаш-рот, Крчуник, Мецнуник, Палуник, Гуканк, Аланд-рот, Парспатуник, Арташисян (Артаванян), Баган (Маранд), Габитня, Газрикан, Тайгрян, Варажнуник, Голтн и Нахчаван (35 обл.) | 40.870 км²                     |
| Цопк, Четвёртая Армения (арм. Ծոփք, Չորրորդ Հայք)    | Хордзян, Хаштянк, Палнатун, Балаховит, Мец Цопк, Андзит, Дегик и Гаурэк (8 обл.) | 18.890 км²                     |
| Пайтакаран (арм. Փայտակարան)                         | Хракот-Перож, Варданакерт, Рот-и-Бала, Калан-рот, Арос, Пичан, Хани, Атши-Багаван, Спандаран-Перож, Вормизд-Перож, Крекян и Алян (12 обл.) | 21.000 км²                     |
| Всего: 15 провинций (нахангов)                       | 178 областей (гаваров) | 280.968 км²                    |

Каждый наханг, в свою очередь, делился на несколько гаваров (областей, уездов). Территория Великой Армении иногда составляла более 312 тыс. км² (а территория же Малой Армении вместе с Армянской Месопотамией или Аруастаном (Միջագետք Հայոց կամ Արուաստան) составляла в разные исторические эпохи от 68 тыс. км² до 157 тыс. км²). То есть Великая Армения вместе с Малой Арменией и с Аруастаном имела территорию от 380 тыс. км² до 469 тыс. км².
Карту Армении по Анании Ширакаци см. здесь
«Энциклопедия Ислама» также обозначает разделение Великой Армении на 15 провинций.

## Столицы Великой Армении
Все столицы Великой Армении, кроме Тигранакерта, располагались в Араратской долине, неподалёку от нынешнего Еревана — на территории наханга Айрарат, личного домена царей. Первой столицей Айраратского царства был Армавир (конец IV—III век до н. э.); он считается второй из столиц исторических армянских государств согласно традиционному списку. Примерно в 200 году до н. э. царь Ерванд IV основал Ервандашат, который оставался столицей того же царства и резиденцией монарха, пока Арташес I не построил в 176 году до н. э. по плану Ганнибала город Арташат, который стал столицей Великой Армении. В 77 году до н. э. Тигран Великий строит на крайнем юго-западе собственно Великой Армении новую роскошную столицу, которой даёт название Тигранакерт. Тигранакерт и Арташат на протяжении нескольких столетий сохраняли статус столиц, между которыми существовало определённое противостояние: Тигранакерт был центром эллинистических и проримских влияний, Арташат — антиримских и пропарфянских. В начале II века н. э. царь Вагарш переносит свою резиденцию в новый город, получивший название Вагаршапат. С принятием христианства он стал церковной столицей Армении и остаётся таковой поныне. В 335 году царь Хосров II ввиду изменения русла Аракса переводит жителей Арташата в Двин, который и оказался последней столицей Великой Армении, а после её падения стал резиденцией сначала персидских, затем арабских наместников.

## Память

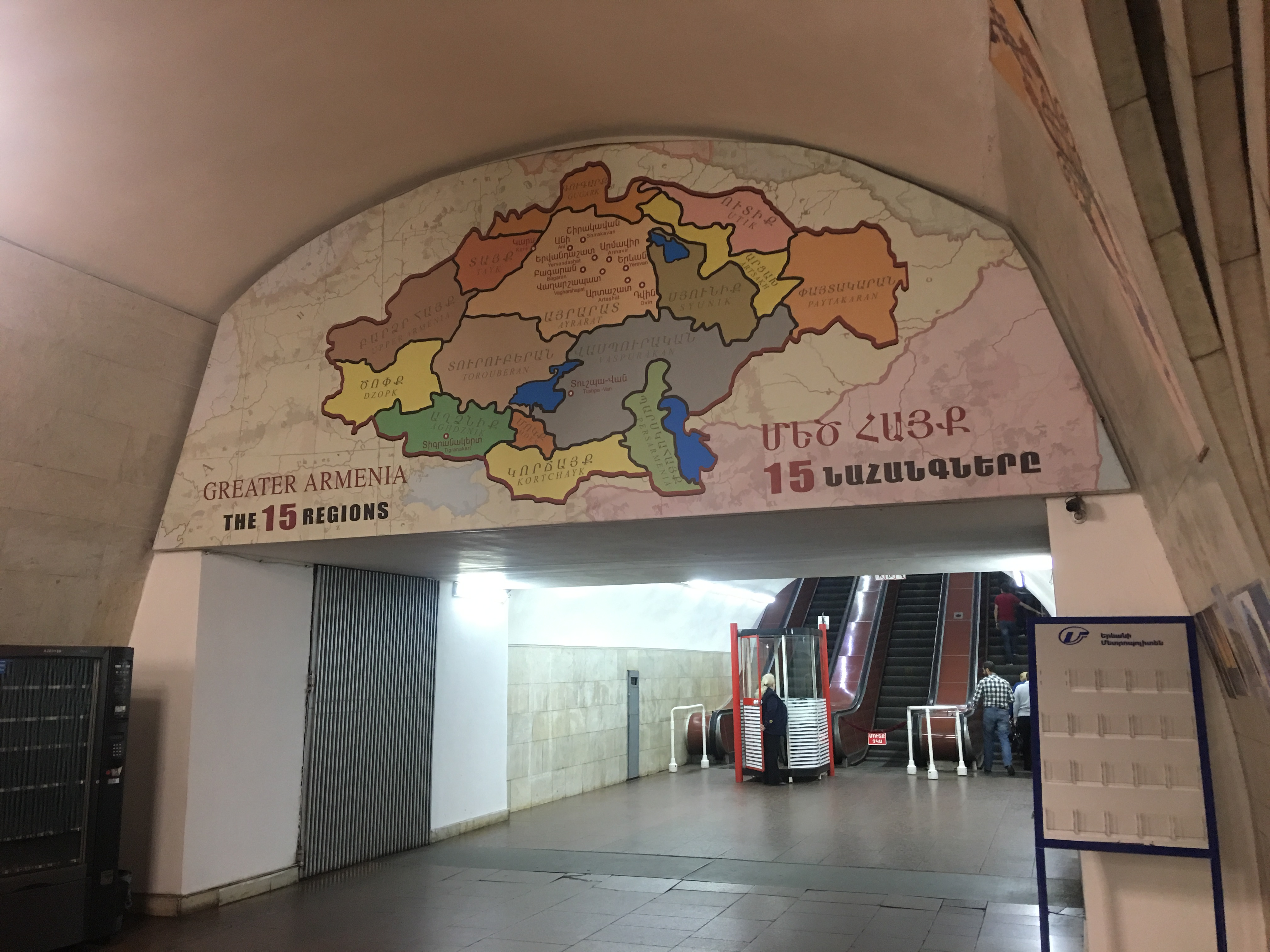
Изображение на станции Ереванского метрополитена Площадь Республики.